# Fiordo di Wolstenholme
Il fiordo di Wolstenholme (o Wolstenholme Fjord) è un fiordo della Groenlandia; ad ovest la sua bocca segna il limite meridionale dello Stretto di  Nares ed è delimitata a nord da Capo Parry. Penetra nella Penisola di Hayes; le sue rive appartengono al comune di Avannaata.
A sud del fiordo si trova la Base Aerea Thule.